# 黃志榮
黃志榮（英語：Wong Chi Wing，1954年8月2日—），香港電視劇和電影特約演員，曾任輔警，現時多為無綫電視拍攝劇集，有「TVB 御用司機」之稱。

## 簡歷
黃志榮從小於普通家庭長大，有七個兄弟姊妹，自己排行第二，父母均是裁縫；讀完小學後隨即投身社會工作謀生（搬運工人、水果店員、保安、貨車司機），幫助父親打理時裝生意至1976年店舖拆卸。1973年，他看見皇家香港輔助警察隊招募而產生興趣，所以報名加入成為輔警，且任職長達36年（2009年55歲退休），1974年曾有份在寶生銀行人質挾持事件中到現場維持秩序，而當時領導的旺角刑事偵緝主任便是陳欣健。1970年代末開始參與電影拍攝。他曾在訪問裏表示他有機會入行是因日本仔（田沃豐）和陸叔（陸應康）兩位電影御用警察演員，而入行初時主要在電影飾演軍裝警察。後來他也開始以特約演員身分為無綫電視拍攝劇集，並於1996年主動向無綫藝員部要求給機會演一些非警察角色。雖然曾參演高僧、老闆、司機、董事等角色，可是又常常演司機，因此被觀眾稱作「TVB 御用司機」。而最為人熟悉的是2004年替道路安全議會拍攝的「路上零意外 香港人人愛」廣告，片中飾演小巴司機提醒乘客戴安全帶，令人印象深刻。 
黃志榮於2018年接拍了處境劇《愛·回家之開心速遞》，要在劇中飾演一名連戲角色，而角色為「食屎陳師奶」（孫慧蓮飾）的老公「陳豪（食屎陳先生）」。劇組前助導曾標示因人手不足才找黃志榮飾演此角，後來拍攝時才發現他本人與孫慧蓮的年齡相差頗為遠，但最後因觀眾喜歡這個組合所以成為了固定角色。因為此角色經常出場並需要連戲，所以造成了他入行以來最多戲份的角色。2020年5月，他有份聯署支持推動港版國安法；2022年接受香港演藝人協會專訪時，透露已考取貨櫃車之外其他由運輸署發出的車輛類別牌照；現時除了當藝人，亦有兼職多份工作，包括計程車及小巴司機、大館保安和康文署活動工作人員等。

## 演出作品

### 電視劇（無綫電視）
| 首播       | 劇名                     | 角色                                                                                        |
| 1995年     | 親恩情未了               | 警 察（第3集）                                                                              |
| 1996年     | 殭屍福星                 | 村 民                                                                                       |
| 1996年     | 苗翠花                   | 阿 炳                                                                                       |
| 1996年     | 天地男兒                 | 警 員                                                                                       |
| 1999年     | 雪山飛狐                 | 鐵 匠                                                                                       |
| 2000年     | 十月初五的月光           | 醫 生（第1集）                                                                              |
| 2000年     | 十月初五的月光           | 親 朋（第12集）                                                                             |
| 2001年     | 皆大歡喜                 | 多公公（第189集）                                                                           |
| 2002年     | 鄭板橋（海外首播）       | 漁 夫                                                                                       |
| 2004年     | 棟篤神探                 | 馬老闆                                                                                      |
| 2006年     | 施公奇案                 | 黃特飛（第17集）                                                                            |
| 2006年     | 高朋滿座                 | 考 官（第144集）                                                                            |
| 2007年     | 同事三分親               | 生（第155集）                                                                               |
| 2011年     | 女拳                     | 高 僧                                                                                       |
| 2011年     | 女拳                     | 金師父                                                                                      |
| 2011年     | 潛行狙擊                 | 玉器舖老闆                                                                                  |
| 2011年     | 九江十二坊               | 客 人                                                                                       |
| 2012年     | 愛·回家                  | 棠 哥（第505集）                                                                            |
| 2012年     | 護花危情                 | 賓 客                                                                                       |
| 2012年     | 造王者                   | 茶 客                                                                                       |
| 2012年     | 大太監                   | 成大人                                                                                      |
| 2013年     | 心路GPS                  | 二叔公                                                                                      |
| 2014年     | 使徒行者                 | 酒樓經理                                                                                    |
| 2014年     | 宦海奇官                 | 村 民                                                                                       |
| 2016年     | 鐵馬戰車                 | 小巴司機（周伯年）                                                                          |
| 2016年     | 潮流教主                 | 董 事                                                                                       |
| 2016年     | 律政強人                 | 委 員                                                                                       |
| 2016年     | 巨輪II                   | 曉敏父                                                                                      |
| 2016年     | 巾幗梟雄之諜血長天       | 陳泰（陳公公）                                                                              |
| 2017年至今 | 愛·回家之開心速遞        | 方 生（第3集）客 人（第32集）吳老闆（第133集）陳 豪（陳生）（第241集起）小巴司機（第284集） |
| 2017年     | 賭城群英會               | Peter 哥                                                                                    |
| 2017年     | 老表，畢業喇！           | 客 人                                                                                       |
| 2017年     | 降魔的                   | 垃圾車司機                                                                                  |
| 2017年     | 溏心風暴3                | 阿 廣                                                                                       |
| 2017年     | 不懂撒嬌的女人           | 陳漢仁（MS Mall 租戶、第1集）                                                               |
| 2018年     | 逆緣                     | 村 民                                                                                       |
| 2019年     | 廉政行動2019             | 司 機                                                                                       |
| 2019年     | 白色強人                 | 楊雄哲                                                                                      |
| 2019年     | 牛下女高音               | 業 主                                                                                       |
| 2020年     | 法證先鋒IV               | 何慶生                                                                                      |
| 2020年     | 十八年後的終極告白       | 喃嘸師傅                                                                                    |
| 2020年     | 殺手                     | 伙 記                                                                                       |
| 2020年     | 反黑路人甲               | 律 師                                                                                       |
| 2020年     | 使徒行者3                | 林正安                                                                                      |
| 2020年     | 愛美麗狂想曲（網上首播） | 小勇父                                                                                      |
| 2021年     | 堅離地愛堅離地           | 巴士司機                                                                                    |
| 2021年     | 失憶24小時               | 金 主                                                                                       |
| 2021年     | 伙記辦大事               | 法 官                                                                                       |
| 2021年     | 把關者們                 | 毒 販                                                                                       |
| 2021年     | 十月初五的月光           | 村 長                                                                                       |
| 2022年     | 廉政行動2022             | 文憑試試場主任（第4集）                                                                     |
| 2023年     | 法言人                   | 王 伯（第5集）                                                                              |

### 電視劇（亞洲電視）
| 首播   | 劇名       | 角色     |
| 1995年 | 殭屍道長   | 警 察    |
| 1996年 | 殭屍道長II | 鎮 民    |
| 1997年 | 我來自潮州 | 警校教官 |
| 2000年 | 世紀之戰   | 阿 何    |

### 電視劇（香港電視網絡）
| 首播   | 劇名         | 角色  |
| 2014年 | 選戰         | 阿 趙 |
| 2015年 | 惡毒老人同盟 |       |

### 電視劇（ViuTV）
| 首播   | 劇名                  | 角色     |
| 2016年 | 瑪嘉烈與大衛系列 綠豆 | 的士司機 |

### 電影
| 首播   | 節目                 | 備註 |
| 1979年 | 手扣                 |      |
| 1980年 | 橫衝直撞麻甩妹       |      |
| 1980年 | 籠裏雞               |      |
| 1981年 | 手扣                 |      |
| 1981年 | 單程路               |      |
| 1981年 | 凶蠍                 |      |
| 1982年 | 鯊魚燒賣             |      |
| 1982年 | 八彩林亞珍           |      |
| 1983年 | 我的媽媽             |      |
| 1983年 | 血中血               |      |
| 1983年 | 最佳拍檔大顯神通     |      |
| 1983年 | 奇謀妙計五福星       |      |
| 1983年 | 暗渠                 |      |
| 1984年 | 孖襟兄弟             |      |
| 1984年 | 上天救命             |      |
| 1984年 | 公僕                 |      |
| 1984年 | 雙龍出海             |      |
| 1984年 | 癲鳳狂龍             |      |
| 1984年 | 夾心沙展             |      |
| 1984年 | 貓頭鷹與小飛象       |      |
| 1985年 | 智勇三寶             |      |
| 1985年 | 皇家大賊             |      |
| 1985年 | 妙探孖寶             |      |
| 1985年 | 龍的心               |      |
| 1986年 | 心動                 |      |
| 1986年 | 神探朱古力           |      |
| 1988年 | 亡命天涯             |      |
| 1989年 | 陣陣驚心夜之隔世追魂 |      |
| 1994年 | 省港一號通緝犯       |      |
| 1995年 | 給爸爸的信           |      |
| 1995年 | 四級殺人狂           |      |
| 1998年 | 殺手之王             |      |
| 1998年 | B計劃                |      |
| 1999年 | 特警新人類           |      |
| 2000年 | 俠骨仁心             |      |
| 2000年 | 天有眼               |      |
| 2000年 | 特警新人類2          |      |
| 2001年 | 老夫子2001           |      |
| 2001年 | 靚女差館             |      |
| 2001年 | 英雄人物             |      |
| 2002年 | 無問題2              |      |
| 2003年 | 新紮師姐             |      |
| 2013年 | 過界                 |      |
| 2014年 | 賭城風雲             |      |

### 綜藝節目（無綫電視）
| 首播   | 節目       | 備註         |
| 2017年 | 再親我好媽 | 飾演「發叔」 |

### 廣告
- 2004年: 道路安全議會「路上零意外 香港人人愛 - 小巴乘客佩戴安全帶」廣告[9]

## 外部連結
- 黃志榮在香港影庫上的簡介